# Value at risk
Value at risk, (VaR) är ett finansiellt begrepp för att ange risknivån i en investering. VaR anger i sin vanligaste form storleken på det riskerade beloppet hos en investering med en viss sannolikhet och över en viss tidsperiod. Detta kvantifierade mått används av investerare för att mäta risken hos en specifik tillgång eller hos en portfölj av tillgångar.

## Detaljer om definitionen
VaR har alltid två parametrar som måste väljas utifrån situationen:
- Tidsperioden som ska analyseras. Ett typiskt värde kan vara 1 dag, men långt mycket större tidsperioder kan vara relevanta.
- Konfidensnivån med vilken skattningen ska skapas. Vanliga värden är 99 % eller 95 %.

Det betyder att VaR-värdet med tidsperioden xdagar och med konfidensnivån y % är den maximala värdeminskning som uppkommit efter x dagar med 1-y % sannolikhet. Detta är under förutsättning att investeraren inte ändrar portföljens sammansättning under denna tid. Det betyder också att värdeminskningen antas vara större än VaR y dagar av 100 i genomsnitt.
Enkelt uttryckt innebär ett endagars VaR på 100 000 kr med konfidensnivån 95 % att man förväntar sig att förlora 100 000 kr eller mer var tjugonde dag, i genomsnitt. Med nivån 99 % talar man i stället om var hundrade dag. Dessa två nivåer är vanligast. Om man går lägre än 95 % går förlusterna så ofta över gränsen att nyttan av riskmåttet blir liten. Om man i stället ökar till över 99 % skulle man enligt modellen få ett ännu känsligare riskmått, men då blir antagandet att intäkterna är normalfördelade alltför dåligt; den verkliga fördelningen har tjocka svansar.
Det vanligaste är att VaR används för att mäta marknadsrisken hos en investering. Men VaR kan även användas för att uppskatta kreditrisk eller likviditetsrisk.

## Fördelar och nackdelar
En fördel är att olika former av risk kan sammanvägas till ett gemensamt VaR-värde. En annan fördel hos VaR är att det är ett lättförståeligt mått för risken i en portfölj som kan förstås av personer i organisationen utan kunskaper i finansiell riskhantering.
En nackdel är att VaR-värdet inte säger någonting om den maximalt möjliga förlusten. Värdet säger heller inget om fördelningens utseende eftersom VaR endast utgår från kvantilen. VaR-värden är inte heller additiva.

## Vanliga metoder för att beräkna VaR
Det förekommer ett antal modeller för att beräkna VaR. Varje modell har sina egna antaganden, men det vanligaste antagandet är att historiska data är den bästa källan för att skatta framtida förändringar. Några vanliga modeller är:
1. Varians-kovariansmetoden
2. Historisk simulering
3. Monte Carlo-simulering

## Varians-kovariansmetoden
Varians-kovariansmetoden bygger på att de olika ingående tillgångarnas volatilitet och kovarians skattas. Det gör att en portfölj med x tillgångar innebär skattning av x varianser och (x*x-x)/2 korrelationer. Detta bildar en matris som multipliceras med matriser med de ingående tillgångarnas storlekar och konfidensfaktorn.
Svagheten med denna modell är att antalet skattningar av varianser och kovarianser vid större portföljer blir stort. Denna modell antar också att alla tillgångar har en normalfördelad avkastning.

## Obligationsportföljer
Obligationer med kupongutbetalningar bryts ner i sina beståndsdelar där varje framtida kassaflöde ses som en nollkupongare. Detta gör att det snabbt blir många nollkupongare i portföljen. Dessa nollkupongare kan approximeras som kombinationer av nollkupongare med givna löptider.
Exempelvis kan ett kassaflöde på SEK 1000 med en återstående löptid på 4,5 år ses som en nollkupongare och denna ses sedan som en nollkupongare på SEK 500 med löptid 4 år och en nollkupongare på SEK 500. Investeringsfirman får på detta sätt ett mindre antal tillgångar att hantera. De kan dessutom inhämta externa skattningar på volatilitet och korrelationer för dessa standardiserade nollkupongare.

## Kuriosa
En lustig detalj i sammanhanget är att Catharina Lagerstam påstår sig ha uppfunnit begreppet (det är alltså uppenbart att konceptet har funnits länge, se bland annat historisk översikt om Value at Risk  samt Styrelseansvar av Catharina Lagerstam).